# Saint-Thurial
Saint-Thurial è un comune francese di 1 909 abitanti situato nel dipartimento dell'Ille-et-Vilaine nella regione della Bretagna.

## Società

### Evoluzione demografica
Abitanti censiti